# إسترخي (فاروج)
إسترخي (بالفارسية: اسطرخی) هي مستوطنة تقع في Sangar Rural District في إيران. يقدر عدد سكانها بـ 100 نسمة بحسب إحصاء 2016.